# Audrey Marrs
Audrey M. Marrs (* 25. Juni 1970) ist eine US-amerikanische Filmproduzentin.

## Leben
Nachdem Audrey M. Marrs an der Tumwater High School 1988 ihren Abschluss machte, studierte sie von 1992 bis 1996 am Evergreen State College, bevor sie von 2004 bis 2006 ein Studium am California College of the Arts als Kuratorin absolvierte, dieses aber nicht beendete. Bereits kurz nach ihrer Schulzeit arbeitete sie für die Lokalzeitung The Olympian in Olympia, Washington und spielte als Bassistin in mehreren Bands der Riot-Grrrl-Szene.
Nachdem sie zur Jahrtausendwende nach San Francisco zog, lernte sie den Filmproduzenten Charles H. Ferguson kennen, mit dem sie später die Dokumentarfilme No End In Sight – Invasion der Amateure? und Inside Job produzierte. Während sie für ersteren noch eine Oscarnominierung für die erhielten, wurden sie bereits mit ihrer zweiten Dokumentation mit einem Oscar ausgezeichnet.

## Filmografie (Auswahl)
- 2007: No End In Sight – Invasion der Amateure? (No End in Sight)
- 2010: Inside Job

## Auszeichnungen (Auswahl)
Oscar
- 2008: Nominierung für den Besten Dokumentarfilm mit No End In Sight
- 2011: Auszeichnung für den Besten Dokumentarfilm mit Inside Job